# Sinagoga de pe strada Dohány
Sinagoga de pe strada Dohány sau Sinagoga Mare (Dohány utcai Zsinagóga/Nagy Zsinagóga) din Budapesta este un templu evreiesc de rit neolog, este cea mai mare sinagogă din Europa și a doua din lume după Templul Emanu-El din New York City. Sinagoga Centrală din Manhattan, New York este o copie aproape fidelă a sinagogii de pe strada Dohány .
Această sinagogă este un simbol important al evreilor din Ungaria, fiind și o importantă atracție turistică a Budapestei. Are rol activ și în viața culturală a capitalei, găzduind concerte și diferite festivaluri.

## Nume
Denumirea în limba maghiară provine din amplasamentul sinagogii: edificiul a fost înălțat pe o parcelă de teren intravilan, numerotat în cadastrul orașului Pesta cu numărul 379 pe Dohány utca, în limba germană: Tabakgasse (strada Tutunului). Fațada principală a templului este orientată paralel cu strada Dohány, tot aici fiind și adresa poștală a lăcașului de cult. Sinagogile au devenit centrele vieții religioase ale evreilor după distrugerea celui de-al doilea Templu din Ierusalim în anul 70. Cuvântul sinagogă, de origine greacă: συναγειν , este traducerea  expresiei ebraice בית כנסת (bet kneset) care înseamnă casa adunării. În limba maghiară, dohány înseamnă tutun, un cuvânt împrumutat din limba turcă otomană  دخان (duhân), la rândul lui derivând din arăbescul دخان (duxân). Un cuvânt similar se folosește și în Balcani, de exemplu: duhan în limbile croată și bosniacă,„duvan” sau „duhan” în sârbă.
Theodor Herzl, în cuvântările sale și în  Enciclopedia evreiască, pentru Sinagoga de pe strada Dohány folosea în limba germană denumirea Tabakgasse Synagogue care e traducerea fidelă a numelui maghiar; în limba idiș e cunoscută sub denumirea de Tabak-Shul, de asemenea o traducere fidelă a numelui maghiar.

## Localizare și vecinătăți

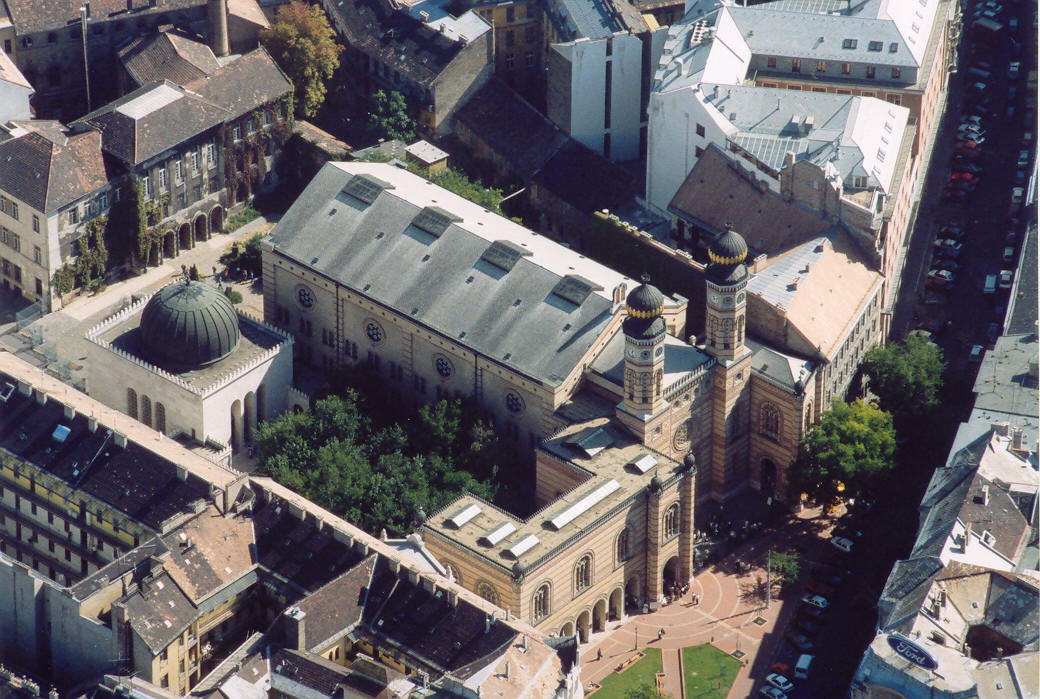
Vederea aeriană a complexului arhitectural al sinagogii cu Piața Herzl Tivadar și străzile adiacente

Sinagoga de pe strada Dohány se află în sectorul (arondismentul) al VII-lea al Budapestei, cunoscut și sub denumirea istorică Erzsébetváros (Orașul Elisabeta). Sinagoga propriu-zisă, împreună cu alte câteva repere construite, formează un complex arhitectural unitar; principalele repere ale complexului sunt:
- Sinagoga Mare (Nagy Zsinagóga) - ocupă cea mai mare parte a terenului complexului, fiind orientată cu axa longitudinală în direcția SV-NE, cu fațada principală spre strada Dohány cu a cărei direcție formează un unghi de aproximativ 30 grade. Fațada principală și continuarea ei cu fațada Muzeului Evreiesc delimitează cu strada Dohány un scuar de mici dimensiuni denumit Piața Herzl care la rândul ei se racordează la sud-vest cu bulevardul Károly. Peretele nord-vestic al corpului sinagogii, lipit de colonada interioară, este paralelă cu strada Wesselényi și delimitează dinspre sud-est cimitirul; fațada posterioară, formând latura nord-estică a edificiului e orientată spre curtea din spatele sinagogii iar peretele sud-estic este paralelă cu un intrând care leagă strada Dohány de curtea posterioară prin poarta de pe rezalitul lateral stâng al fațadei principale.
- Muzeul Evreiesc (Zsidó Múzeum)  - este o construcție adiacentă corpului sinagogii. Având un plan sub formă de „L” cu latura mare în continuarea fațadei principale a sinagogii de pe Piața Herzl și cea mică, paralelă cu strada Wesselényi, edificiul se află într-o perfectă armonie stilistică cu sinagoga, lăsând impresia că face parte integrantă din corpul acesteia. Din punct de vedere funcțional, servește ca adăpost și spațiu expozițional pentru Colecția religioasă și istorică evreiască. Cele două aripi laterale ale construcției sunt legate de Templul Eroilor prin două colonade paralele care, împreună cu zidul nord-vestic al sinagogii delimitează fostul parc al sinagogii care, din 1945, este cimitirul victimelor ghetoului pestan din perioada asediului Budapestei.
- Templul Eroilor (Hősök Temploma) - aflat în stânga și la extremitatea nord-vestică a sinagogii, este un lăcaș de cult iudaic de dimensiuni mult mai reduse decât sinagoga mare. Intrarea principală în templu este pe fațada nord-estică dinspre curtea din spatele sinagogii, cu acces prin poarta de pe strada Wesselényi. Având un plan pătratic, fațada sud-vestică e orientată spre cimitir; cea nord-vestică este paralelă cu strada Wesselényi iar cea sud-estică paralelă cu peretele sinagogii.
- Colonada
- Cimitirul

## Istoric

Planul de situație original al amplasamentului sinagogii

În secolul 18, în viața evreilor din Ungaria, două comunități aveau un rol dominant, cea din Óbuda și Pozsony. La începutul anilor 1800, în mai puțin de doua generații, centrul de greutate al vieții evreilor devine orașul Pesta, aflat în plin avânt economic, demografic și cultural.

Primele documente scrise despre evreii din Pesta datează din epoca regelui Béla al IV-lea, când un anume Saul din Pesta împreună cu un coreligionar cu același nume, stabilindu-se în orașul Székesfehérvár, a solicitat din partea capitulului din oraș, autentificarea actului lor privilegial. Prezența evreilor în orașul Pesta este consemnată și în epoca ocupației otomane, dar după eliberarea orașului din anul 1686, timp de o sută de ani, nu există nicio consemnare a prezenței evreilor. Istoriografia explică acest aspect prin faptul că orașele regești libere, temându-se de concurența comercială și industrială, au interzis așezarea evreilor în orașe. Procesul verbal al conscripției evreilor din anul 1727, consemnează despre orașul Pesta: 
„... mai mult, nu permitem ca evreii nici să înnopteze în oraș, exceptând cazurile de forță majoră, sau dacă noaptea îi prinde în oraș ori au treburi de rezolvat la tabla regească ”
Până în ultima treime a secolului al XVIII-lea, autoritățile din Pesta nu aprobau așezarea evreilor în intravilanul orașului. Edictul de toleranță al împăratului Iosif al II-lea din 31 martie 1783, desființează de drept interdicția stabilirii evreilor în orașele libere regești cu excepția orașelor miniere. În urma acestei modificări legislative, începe un proces de migrare a unor familii evreiești din diverse regiuni ale imperiului către orașul Pesta. Primii evrei se stabilesc în cartierul Terézváros și Belváros. Se cunoaște din conscripția oficială a evreilor din 1787 că în oraș trăiau 14 evrei „tolerați” și 114 „coloniști”. Tot din acest an este consemnată existența primei case de rugăciuni a evreilor stabiliți în oraș, în gospodăria Hausler, care se afla pe actuala stradă Király.
La 1826 a avut loc inaugurarea sinagogii reprezentative a comunității evreiești din Viena; mulți dintre evreii pestani vizitau des capitala imperială și noua sinagogă vieneză i-a impresionat. Sub influența acestor impresii a fost introdus ritualul reformat la slujbele templului aflat în casa "Fehérlúd" de pe strada Király, care a căpătat denumirea de „Cultustempel”; aici au început să fie introduse elementele ritualului modificat și obiceiul ca slujbele să fie asistate de cor. Activitatea din „Cultustempel„ atrăgea din ce în ce mai mulți evrei spre acest nou mod de a desfășura ritualul, devenind precursorul ritualului liberalizat și adecvat reformat al viitoarei sinagogi de pe strada Dohány, care prin aspectul ei, exterior și interior, avea să devină un model stilistic pentru multe alte sinagogi. Despre circumstanțele premergătoare construirii marii sinagogi, Sándor Büchler, într-o lucrare distinsă cu premiul Tenczer, avea să scrie în 1901:
„Parcela de teren pe care s-a construit templul impozant prin dimensiune și aspect, inițial constituia proprietatea baronului Antal Baldácsy. Casa și terenul aferent a fost concesionat de baron, în data de 14 mai 1837 către congregația evreiască pe o perioadă de 32 de ani, totodată pe proprietate a fost intabulată o sarcină de 47000 de forinți și 50 de unități de aur de trezorerie imperială. Comunitatea evreiască, inițial, intenționa cumpărarea proprietății dar aceasta nu era posibilă la acea dată datorită interdicției în vigoare în orașele libere regești, deci și în Pesta, ca evreii să devină proprietari tabulari de imobile. Din cauza severității pestanilor, erau nevoiți să-și amenajeze instituțiile de cult religios și cele de culturale în clădiri închiriate ceea ce presupunea costuri foarte mari. Solicitările lor, din 1812, de a li se permite cumpărarea unui teren destinat construirii unei sinagogi și a unei școli a fost refuzată. La fel, un demers similar din 1825 a eșuat.”
Construirea unei sinagogi pe parcela cu nr. 379 de pe strada Dohány a fost hotărâtă în anul 1845 de către un comitet format din clerici și laici. Decizia comitetului a fost călăuzită de principiul ca aici să se înalțe o nouă sinagogă care să respecte tradiția iudaică dar care să ofere tribună și tendințelor liberale. Totodată, comitetul dorea să sporească și solemnitatea slujbelor prin utilizarea corului acompaniat de orgă.

Solemnitatea inaugurării sinagogii în data de 6 septembrie 1859, gravură de epocă

În urmă cu un secol și jumătate, pentru construirea sinagogii mari din Budapesta a fost lansat un concurs de ofertă la care s-au prezentat cei mai de seamă arhitecți europeni ai vremii. A fost acceptat proiectul arhitectului german Ludwig Förster (1797–1863), profesor la Academia de Arhitectură din Viena, care a prezentat un proiect în stil maur (tot el a proiectat și Sinagoga Mare din Viena). Construcția clădirii sinagogii a fost realizată în mai puțin de patru ani, ceea ce era considerat un timp record în aceea epocă. Lucrările de construcție au fost conduse de celebrul arhitect budapestan Ignác Wechselmann (1828–1903), cel care  avea să-și doneze mai târziu întreaga avere Institutului Nevăzătorilor din Budapesta. Contemporanii lui Wechselmann au apreciat munca sa ca o adevărată „minune”; profitând de lipsa prezenței proiectantului, el a apelat la arhitectul Frigyes Feszl - unul din arhitecții maghiari rivali ai lui Förster, pentru a proiecta finisajul interior al lăcașului de cult. Feszl, celebru deja pentru finalizarea sălii de concerte Vigadó  (Redoute) de pe faleza Dunării, este cel care a dat forma finală a arhitecturii interioare a sinagogii. Inaugurarea solemnă a noului lăcaș de cult a avut loc la 6 septembrie 1859 (Nu întâmplător, serbarea a unui secol și jumătate de existență a sinagogii a avut loc la 6 septembrie 2009). Pe parcursul celor o sută cinzeci de ani de existență, sinagoga de pe strada Dohány a fost martor a numeroase evenimente importante din viața religioasă dar și a unor evenimente istorice și culturale. În imediata vecinătate a sinagogii, colț cu strada Wesselényi, pe locul unde acum se afla Muzeul Evreiesc, a existat casa în care s-a născut și a copilărit scriitorul și jurnalistul Theodor Herzl, fondatorul mișcării sioniste.
Clădirea sinagogii de pe strada Dohány a fost locul de desfășurare a numeroase evenimente înălțătoare dar și tragice din istoria modernă maghiară. Aniversările naționale, în primul rând a zilei de 15 martie, au fost comemorate cu regularitate, de asemenea, în sinagogă au fost ținute slujbe funerare cu ocazia deceselor unor mari personalități ale Ungariei (István Széchenyi, Lajos Kossuth). Pe lângă slujbele religioase ținute cu regularitate, sinagoga a fost locul de desfășurare a unor evenimente remarcabile. La 20 decembrie 1860, aici s-au ținut serbările frăției evreo–maghiare cu larga participare a unor oameni de stat, savanți, scriitori și artiști; cu această ocazie a fost recitat, pentru prima oară într-un templu evreiesc, poemul Szózat (Cuvântare) al poetului național maghiar Mihály Vörösmarty. La 8 aprilie 1861 s-a ținut slujba funerară pentru István Széchenyi, iar în 1894, cu ocazia funerarilor naționale, pentru Lajos Kossuth.

Sinagoga de pe strada Dohány în 1870; gravură de Georg Michael Kurz (1815-1883)

Între anii 1929 și 1931 sinagoga împreună cu vecinătatea ei a trecut prin ample lucrări de reamenajări, cu această ocazie a fost ridicat corpul Muzeului Evreiesc (pe numele său oficial: Zsidó Vallási és Történeti Gyűjtemény (Colecția Istorică și Religioasă Evreiască), tot în această perioadă s-a construit Templul Eroilor (Hősök temploma) , dedicat eroilor evrei căzuți pe fronturile Primului Război Mondial. Clădirea acestui templu, aflat în spatele sinagogii mari, având un dom central, a servit pentru o lungă perioadă de timp ca principală casă de rugăciune pentru comunitatea evreiască pestană de orientare conservatoare moderată: status quo ante, după ce templul lor de pe strada Rumbach a fost desființat. Cu ocazia modificărilor din 1929-31 a fost amenajată și grădina sinagogii, înconjurată de o colonadă dublă; această grădină avea să joace un rol funest în tragicele evenimente ce s-au derulat în viața comunității evreiești budapestane în ultimele luni ale celui de-al Doilea Război Mondial. Ansamblul arhitectural format din sinagoga mare, Muzeul Evreiesc, Templul Eroilor, colonada, curtea interioară și grădina sinagogii a primit forma finală în această epocă, formă pe care o păstrează și azi cu o serie de modificări minore ce au survenit cu ocazia reconstrucției de după 1945.

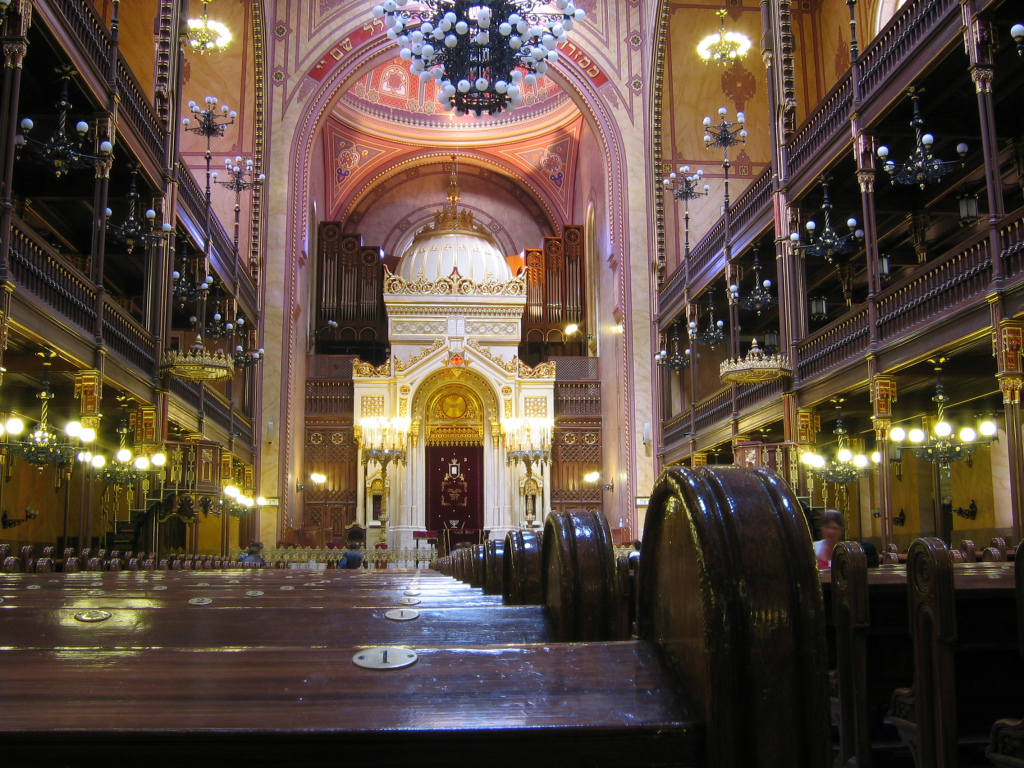
Interiorul sinagogii în zilele noastre

Sinagoga originală a fost bombardată de partidul pro-nazist al pe data 3 februarie 1939.
În anul 1931 a avut loc în sinagogă un atac cu revolver care a omorât doi dintre credincioșii evrei. La 13 februarie 1939 adepți ai mișcării pro-naziste a Crucilor cu săgeți au aruncat de pe acoperișul unei clădiri de vis a vis grenade de mână asupra ieșirii credincioșilor de la slujba religioasă.
Programul de reconstrucție a durat trei ani și s-a încheiat în 1996. A fost finanțat din donații de cinci milioane de dolari americani aparținând lui Estée Lauder. Piața din fața templului este numită după Theodor Herzl, care s-a născut în 1860 în apropiere de sinagogă.

## Arhitectura sinagogii

### Date tehnice asupra edificiului sinagogii
| exterioare - lungime: - lățime: - înălțime : - suprafață : aproximativ m² - înălțimea turnurilor: 43,6 m | interioare - lungime: 53,1 m - lățime: 26,5 m - înălțime interioară: 26 m - suprafața utilă interioară: aproximativ 1200 m² - deschiderea navei principale: 12 m - lungimea navei interioare până la podiul Sanctuarului: 37,9 m - înălțimea Chivotului Legii: 8,2 m - în spațiul interior, cu tavan plan, sunt aproape trei mii de locuri de șezut: la parter sunt 1492 de locuri pentru bărbați iar pe cele două galerii supra-etajate, 1472 locuri pentru femei. |

## Alte obiective din complexul sinagogii

### Templul Eroilor
Templul Eroilor (Hősök Temploma), în prezent e o parte organică a complexului de pe strada Dohany. A fost construit in anul 1931 după planurile arhitectului László Vágó, în aceeași perioadă fiind construită și colonada care delimitează terenul complexului pe latura dinspre strada Wesselényi. Utilizat în prezent pentru slujbele religioase din timpul săptămânii, cu o capacitate de 186 locuri, templul a fost dedicat memoriei celor 10 000 de soldați evrei maghiari care au căzut în Primul Război Mondial. Numărul celor căzuți se cunoaște cu exactitate datorită faptului că ziarul evreiesc Egység (Unitate) întocmea, pe tot parcursul ostilităților, o statistică riguroasă cu evreii decedați pe fronturi.
Clădirea templului, cu un plan pătratic, a fost conceput într-un stil care amintește de forma templelor mozaice orientale, având o cupolă emisferică centrată pe volumul cubic al clădirii. Fațada principală este perpendiculară pe strada Wesselényi și spre curtea din spatele complexului. Corpul clădirii delimitează latura nord-vestică a grădinii sinagogii, în care, de la sfârșitul războiului, se află cimitirul în care a fost înhumată cea mai mare parte a victimelor ghetoului pestan, acesta fiind îngrădit dinspre stradă de o colonadă ce unește templul cu extremitatea aripii sud-vestice a Muzeului Evreiesc.
Deasupra intrării se află un medalion de mari dimensiuni, sub formă de stea al lui David, alcătuit dintr-un text ebraic. Ornamentul este format din caracterele citatului אֵיךְ נָפְלוּ גִבֹּרִים (Eih naflú ghiborim? sau Eikh naflú ghiborim?) din cântecul de jale al lui David la moartea lui Saul și Ionatan, însemnând în limba română Cum au căzut vitejii? (în Samuel II, 1, 19, respectiv în Biblia creștină Regi II, 1,19)
Pe timp de iarnă, datorită dificultății încălzirii sinagogii mari, aici se țin slujbele de vineri seara (intrarea sabatului) și de sâmbătă dimineața. Mai nou, slujbele de sâmbătă se țin în sala Talmud–Tora cu acces tot dinspre strada Wesselényi.

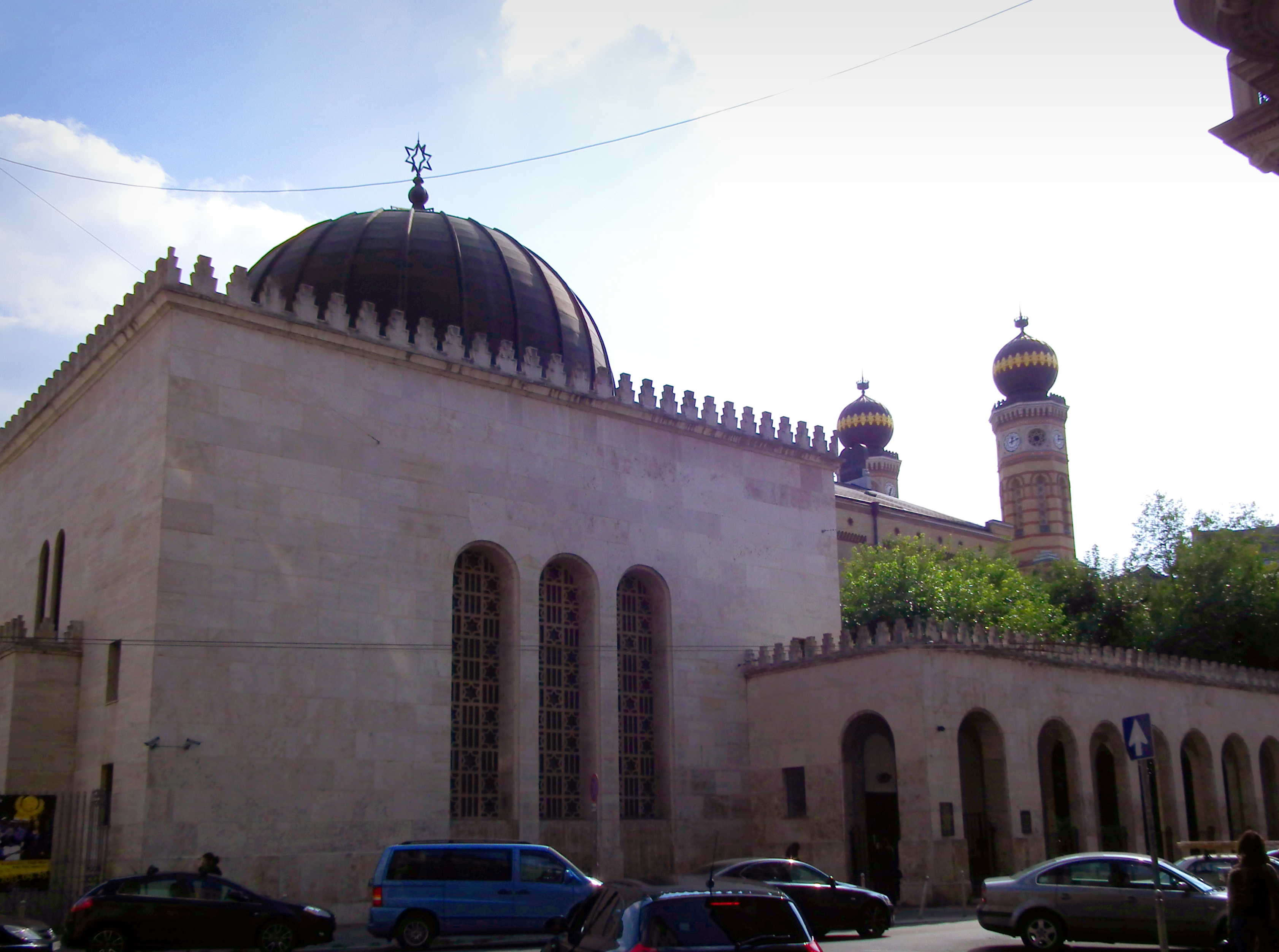
Templul Eroilor și o parte din colonadă, dinspre strada Wesselényi
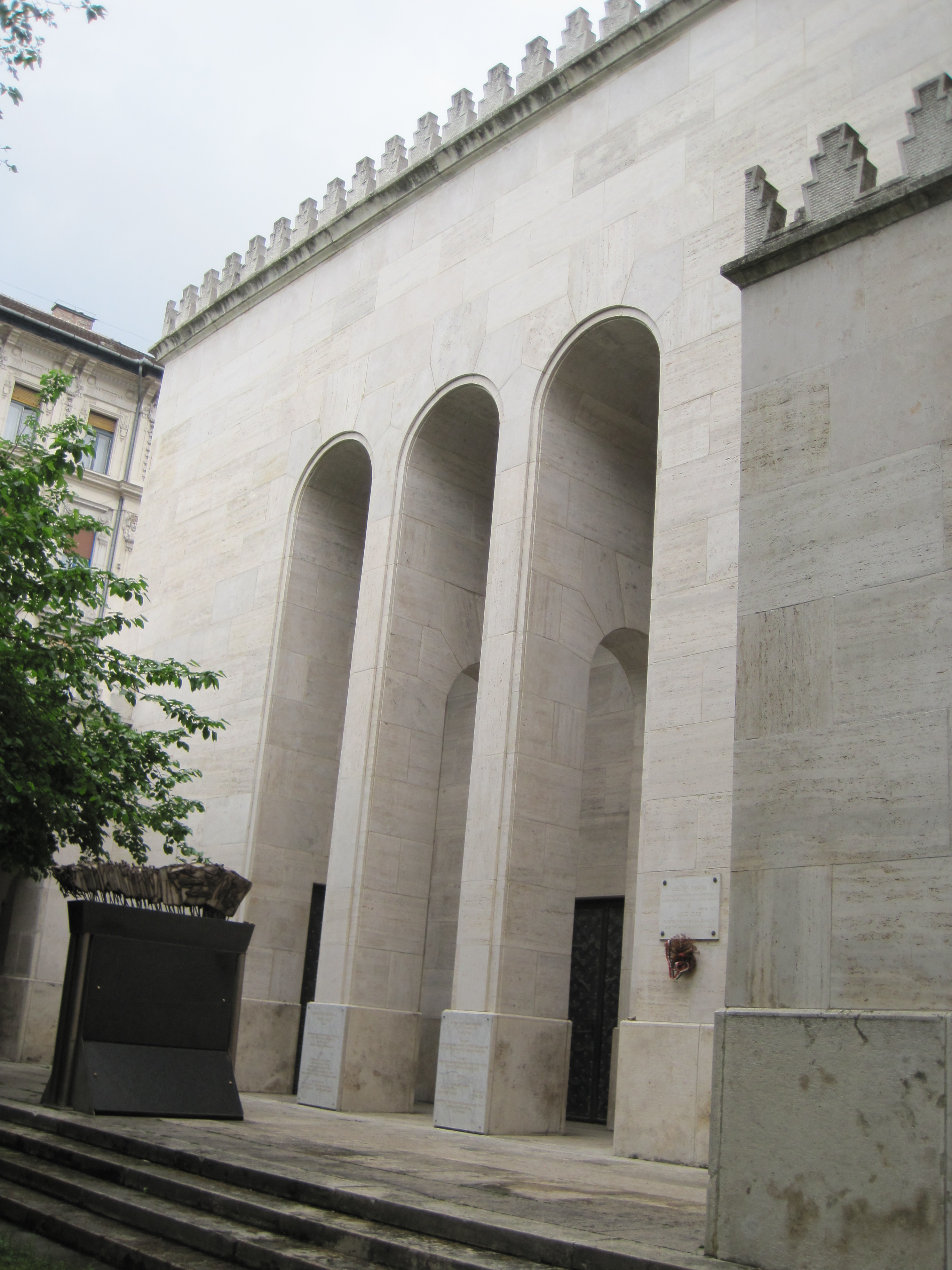
Fațada dinspre cimitir cu Momorialul Holocaustului
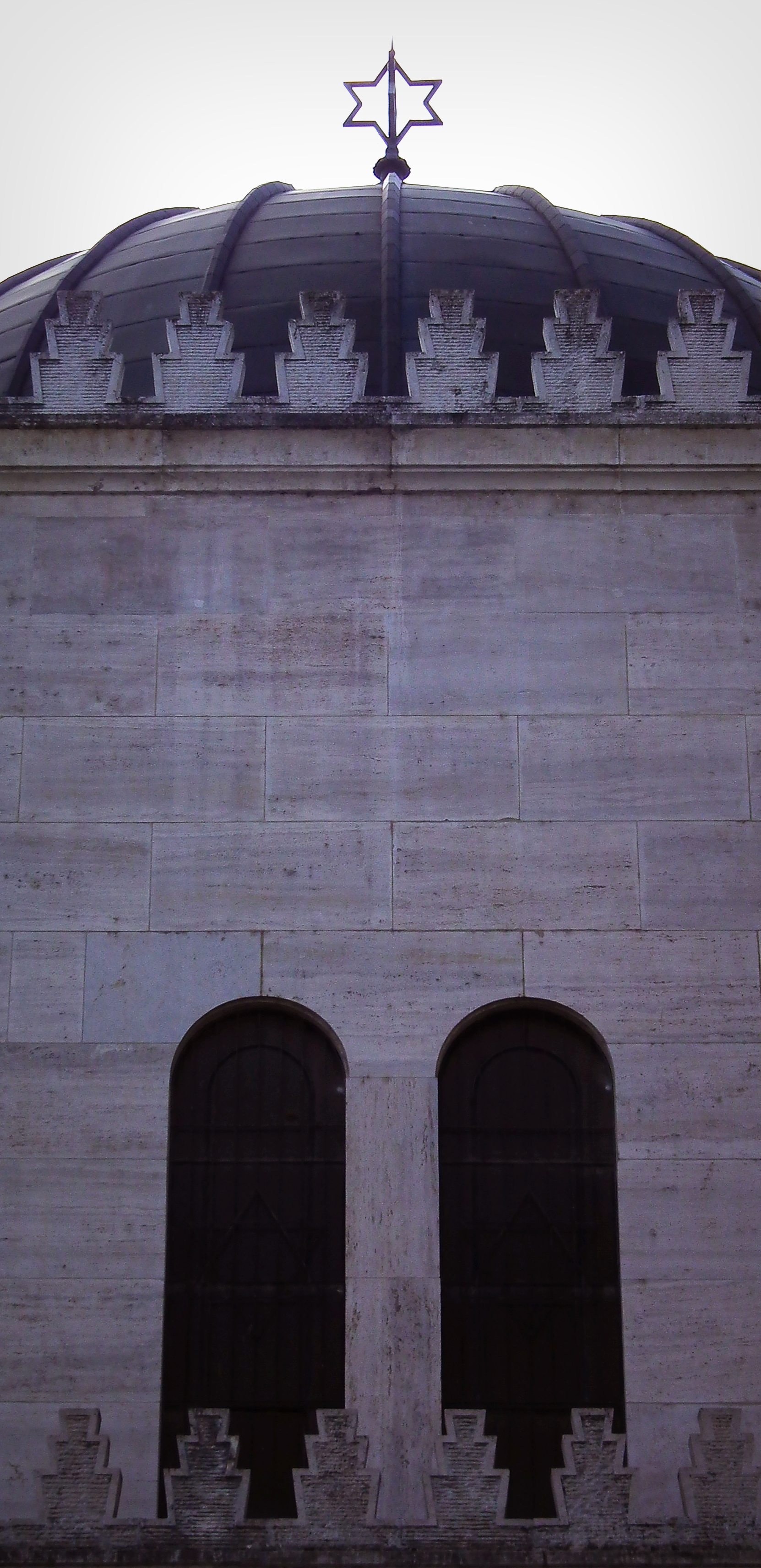
Detaliu arhitectural
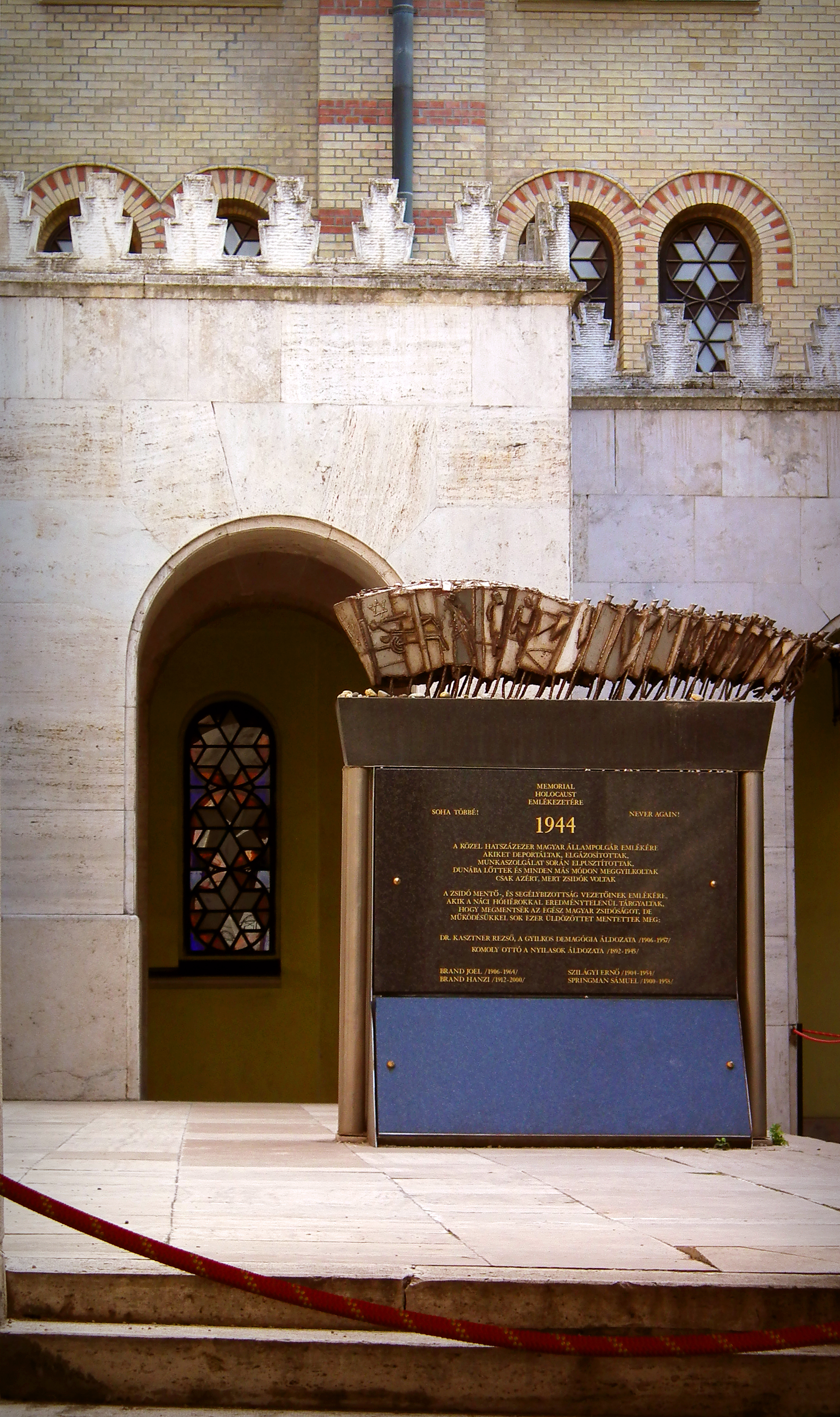
Memorialul Holocaustului

### Muzeul Evreiesc

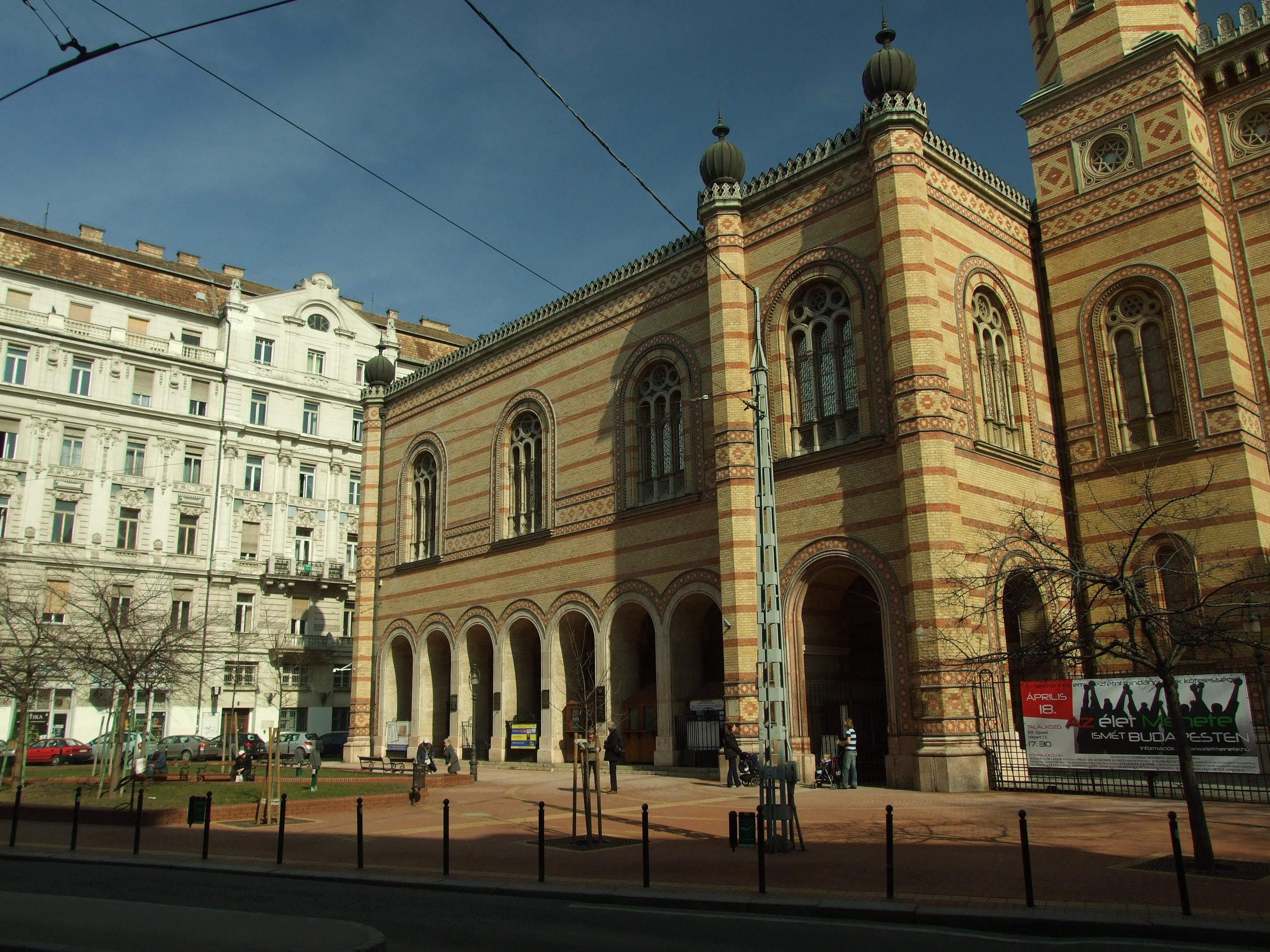
Fațada dinspre Piața Herzl
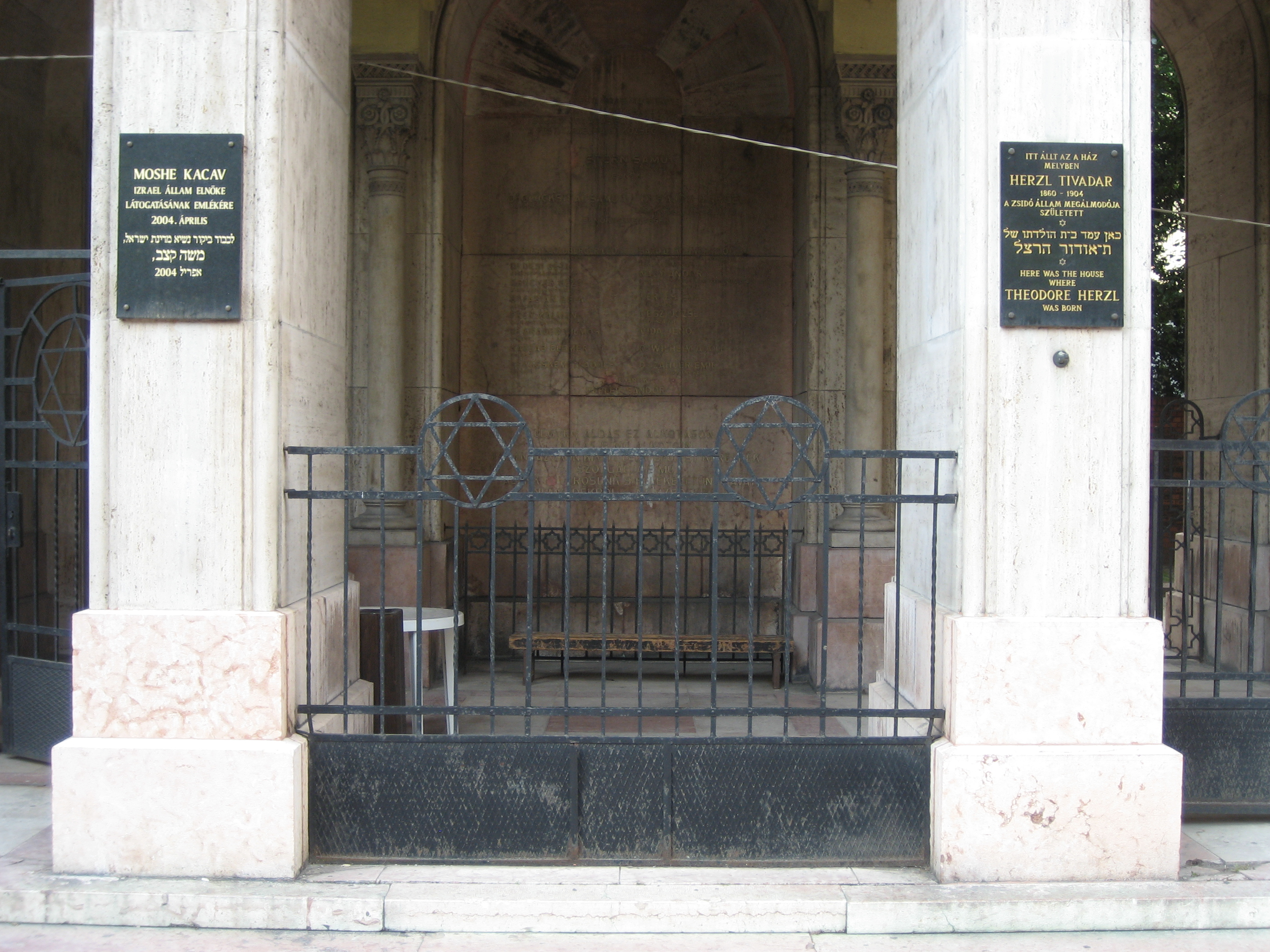
Arcadele muzeului dinspre Piața Herzl cu plăcile comemorative ale lui Theodor Herzl și a vizitei lui Moșe Kațav
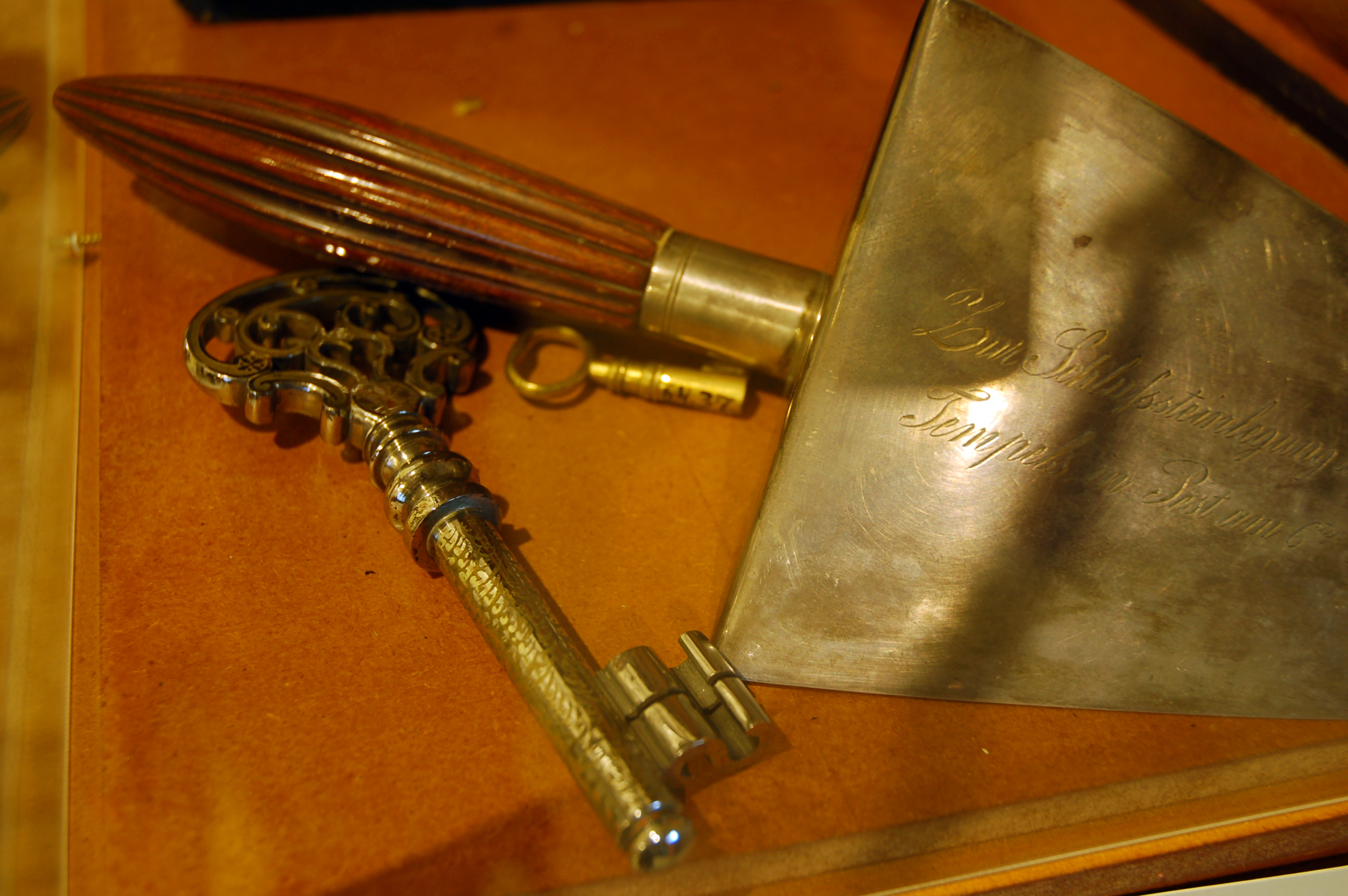
Exponate din Muzeu: „cheia de aur”  și mistria originală folosită la punerea pietrei de temelie a sinagogii
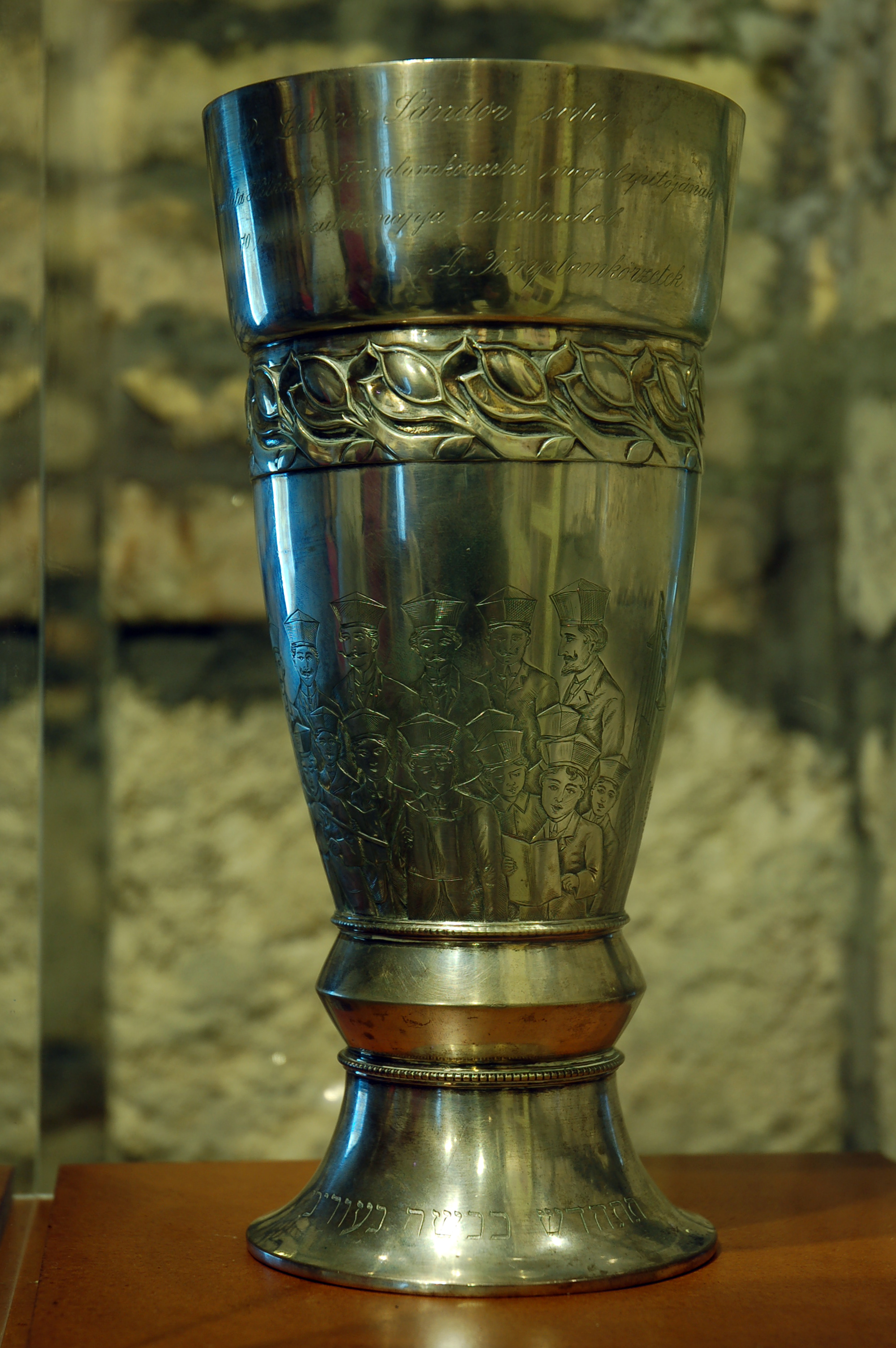

### Cimitirul

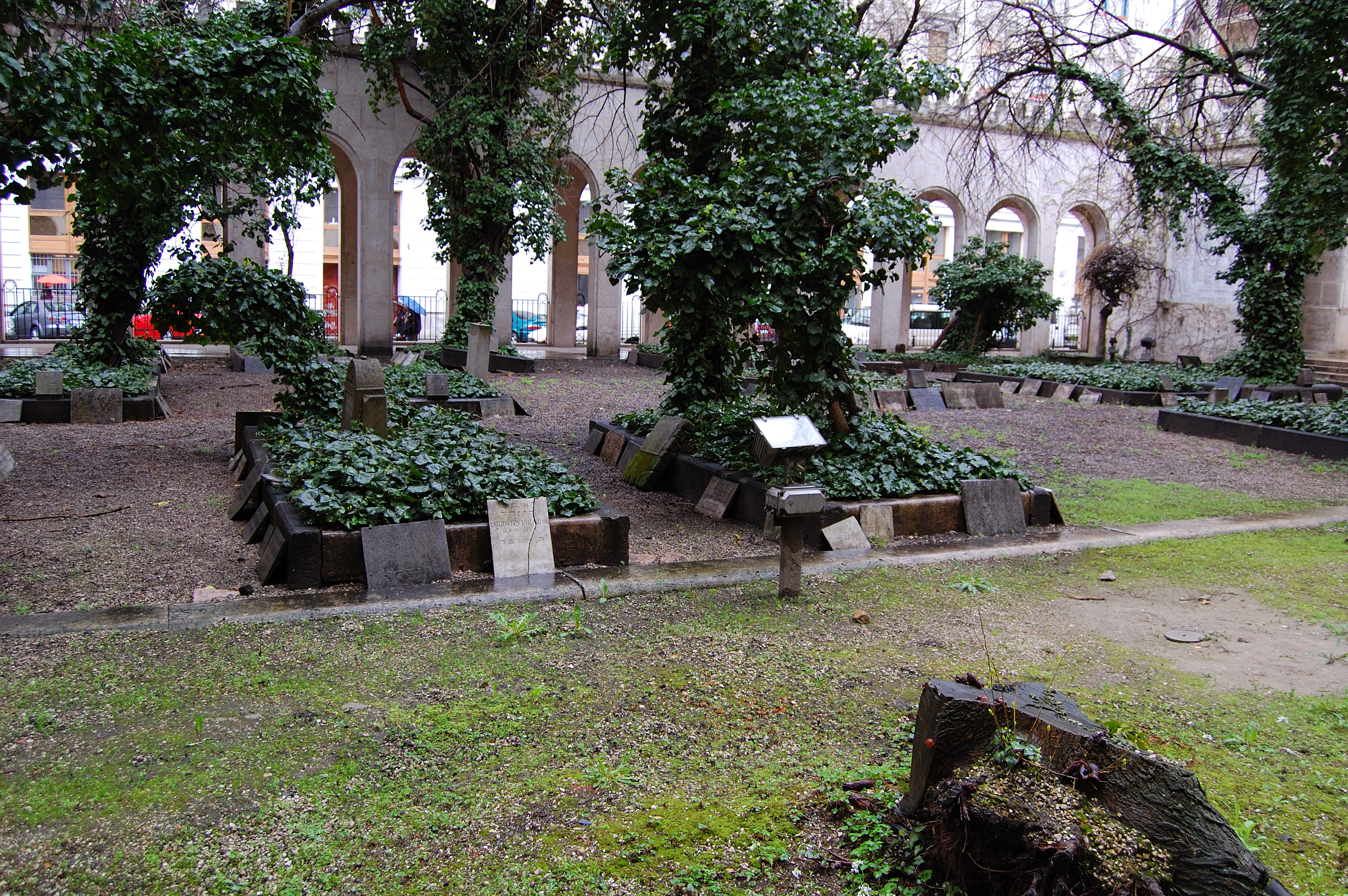
Cimitirul din parcul interior al sinagogii
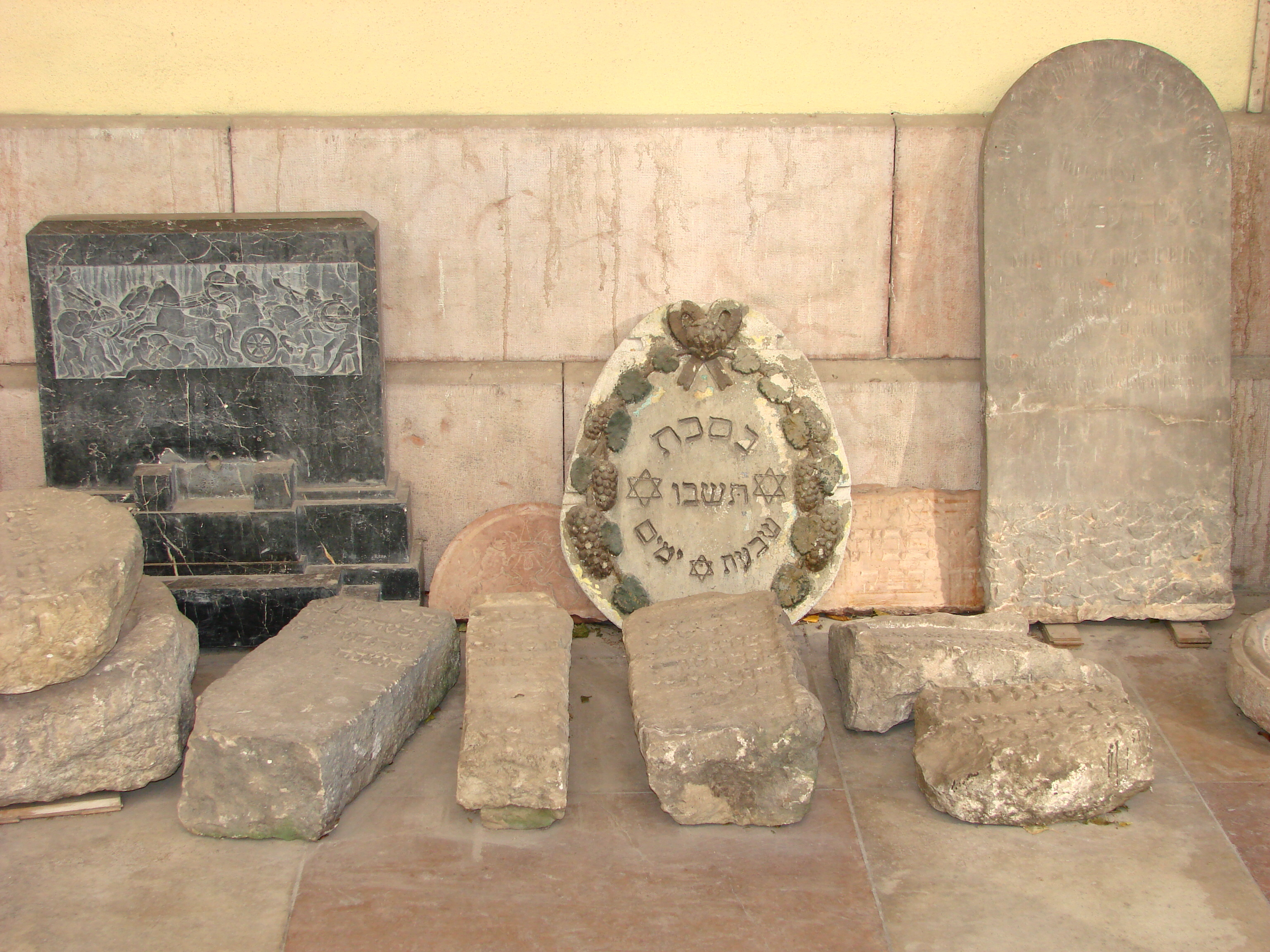
Pietre tombale
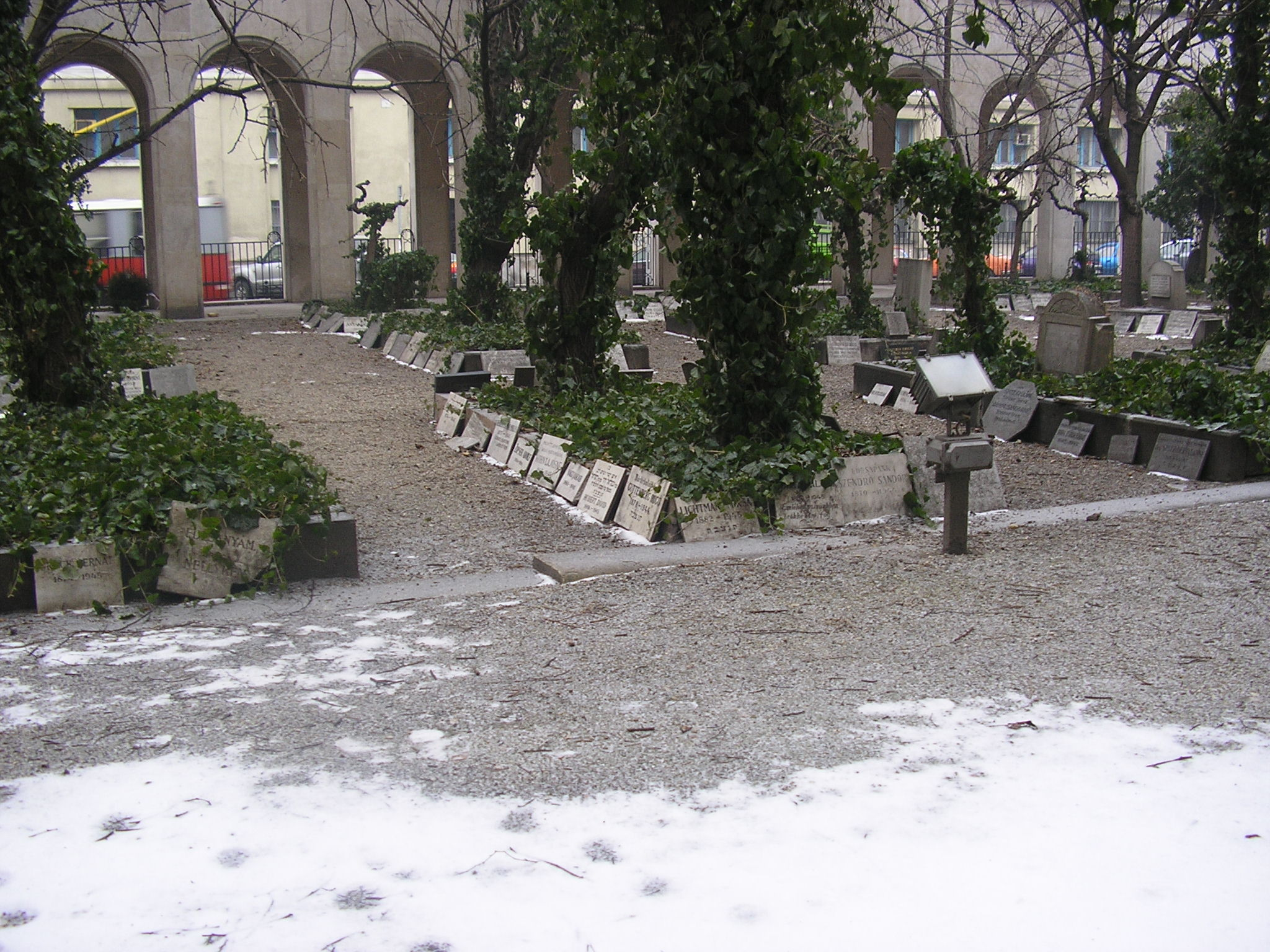
Morminte comune în cimitirul din parcul interior al sinagogii
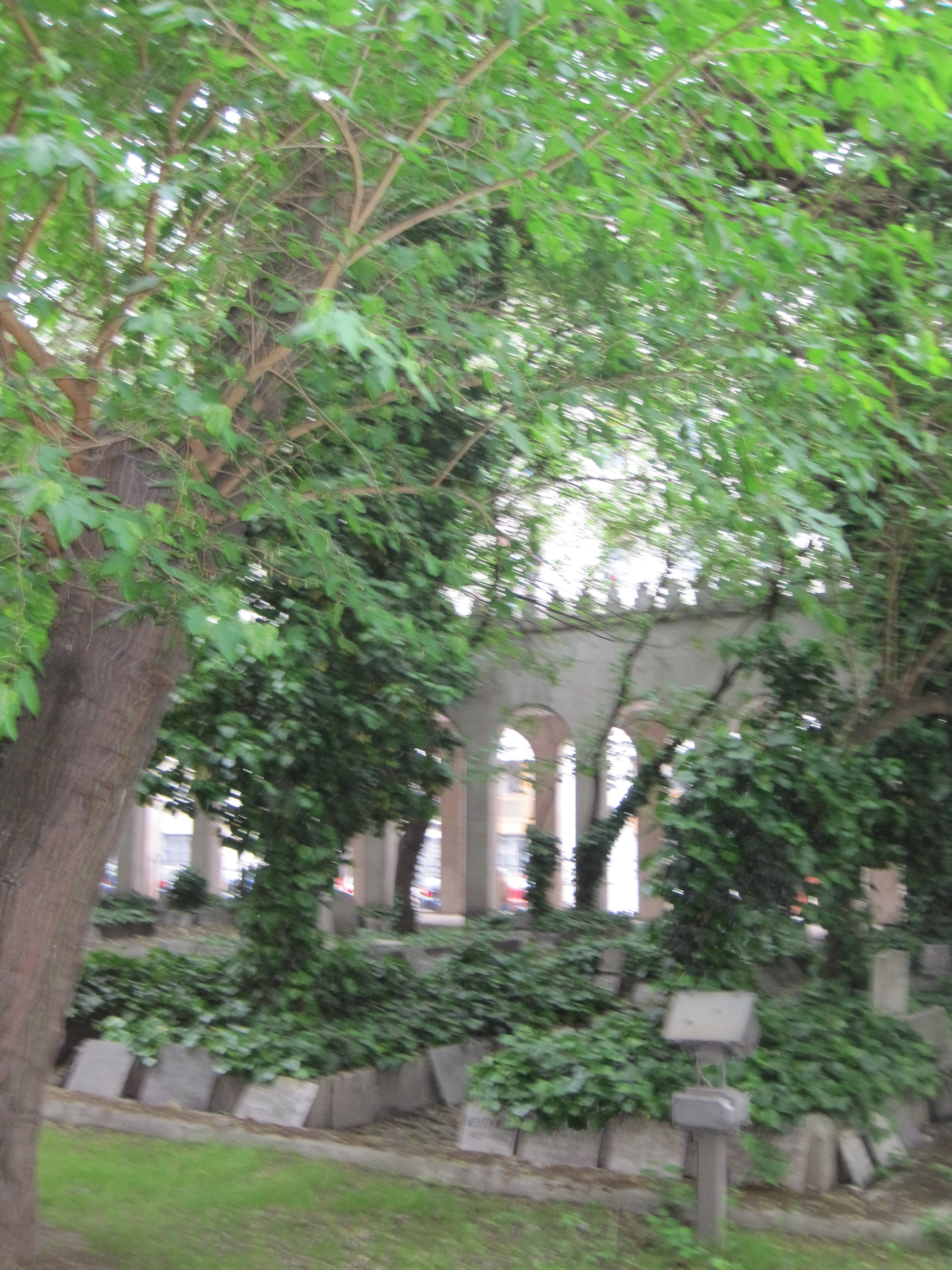
Morminte comune în cimitirul din parcul parcul interior al sinagogii

## Viața religioasă în sinagogă

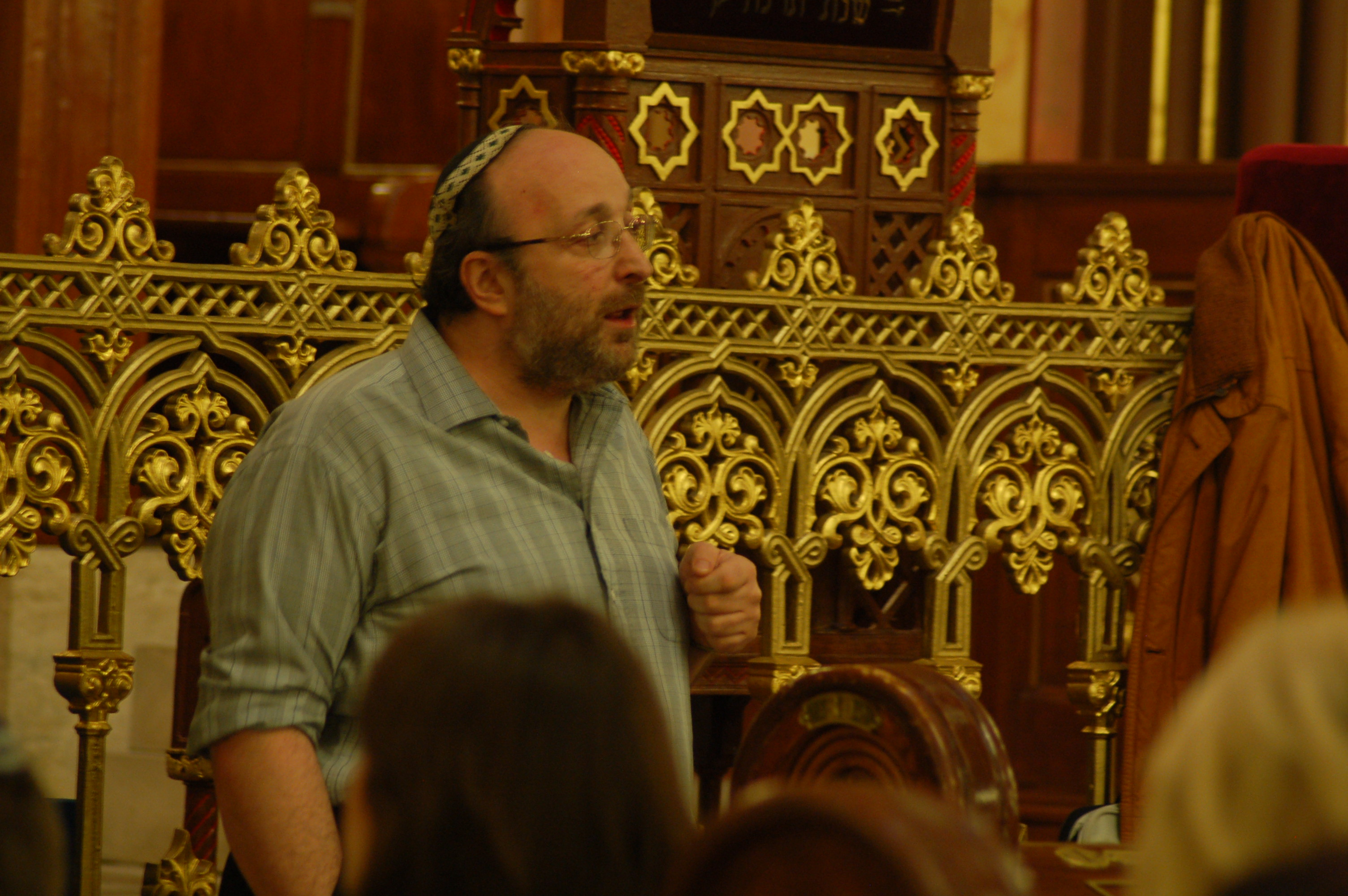
dr. Róbert Frölich, rabin șef titular

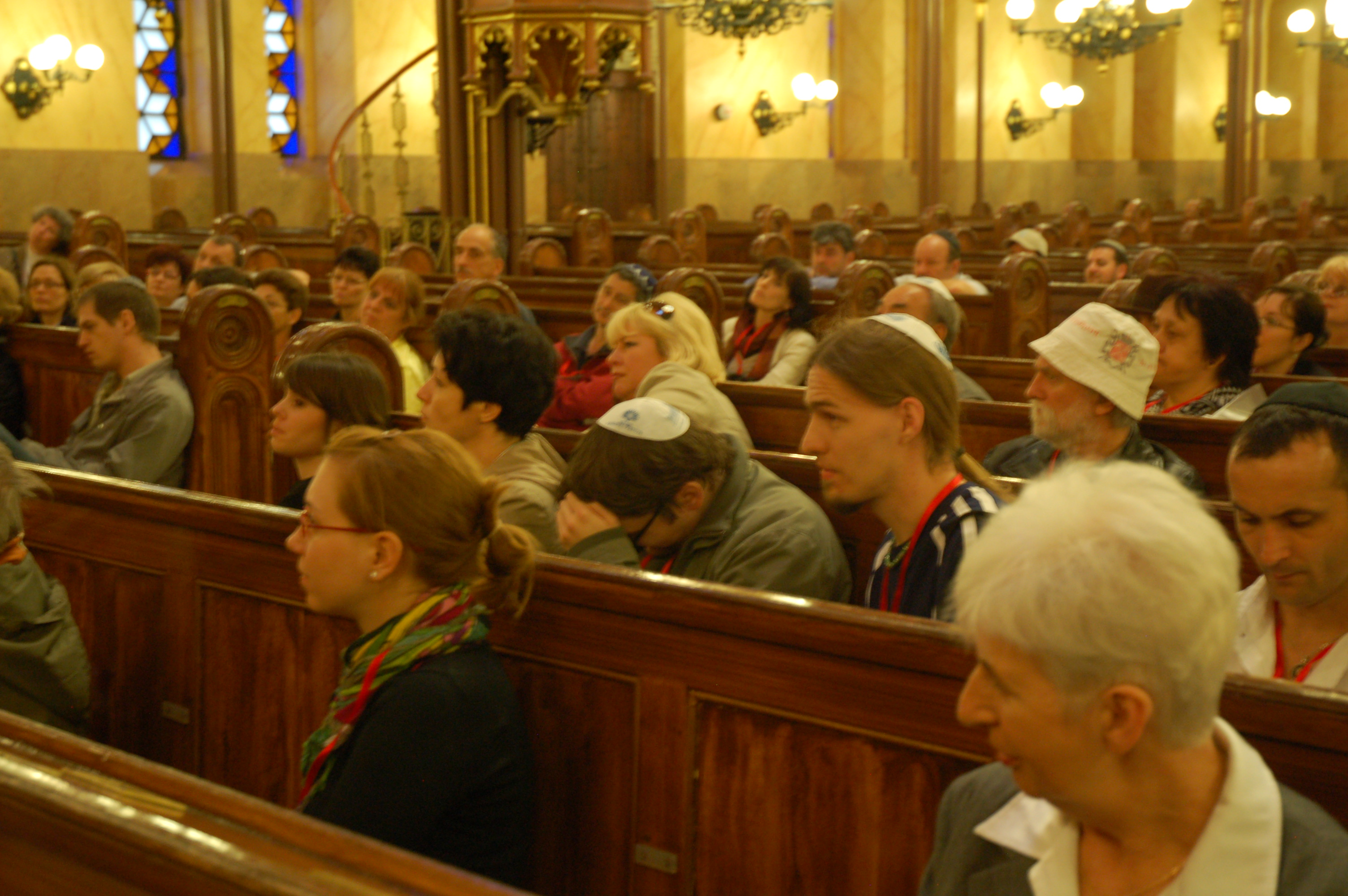
Parterul sinagogii

Sinagoga aparține districtului religios al străzii Dohány. Slujbele sunt oficiate în zilele noastre de rabinul șef Róbert Frölich, prim-cantor fiind László Fekete. O notă aparte o reprezintă utilizarea orgii la slujbele de sărbătoare care acompaniază corul sinagogii; în prezent, organistul sinagogii este Mária Lisznyai-Szabó. Bărbații intră în sinagogă întotdeauna cu capul acoperit, iar femeile măritate poartă batic, acesta fiind un semn al respectului. La intrarea în sinagogă, evreii credincioși rostesc un citat biblic, în mod surprinzător cuvintele unui profet străin, Bileam, cel care voia să blesteme Israelul dar văzând buna rânduială a corturilor evreilor nu a putut decât să binecuvânteze Israelul prin cuvintele: מַה טֹּבוּ אֹהָלֶיךָ יַעֲקֹב מִשְׁכְּנֹתֶיךָ יִשְׂרָאֵל  (Ma tovu ohalekha, Yaakov, mishkenotekha, Israel), în limba română : Ce frumoase sunt corturile tale, Iacob, locuințele tale, Israel! (Numeri 24.5)
Sinagoga este instituția esențială pentru organizarea și păstrarea comunității: nu se pot rosti nici rugăciuni decât atunci când în interiorul sinagogii sunt prezenți cel puțin 10 bărbați adulți. Explicația acestui percept se găsește în Sfânta Scriptură.
Moise trimisese în Canaan câte un bărbat din cele 12 seminții ale fiilor lui Israel pentru a aduce vești. Întorcându-se, aduc cu ei ciorchini uriașe de struguri prinse pe pari și purtate pe umeri, ca simbol al bogăției țării Canaanului, unde „curge laptele și mierea”. Totuși, în afară de doi bărbați, Joshua și Caleb, toți ceilalți zece au susținut că poporul evreu este incapabil să ocupe țara făgăduinței. Moise îi ceartă pe membrii „adunării” celor care aduc vești pentru revolta lor; prin urmare, zece adulți adunați laolaltă era considerată și de către Moise o comunitate.
La fel ca pretutindeni în lume, slujbele religioase se țin și în această sinagogă în limba ebraică iar obiceiurile corespund, în mare parte, ritualurilor evreiești ancestrale, practicate pretutindeni în lume. Păstrarea nealterată a ritualurilor este prescrisă de tradiție, ritualul fiind liantul ce îi leagă pe evrei de trecutul lor apropiat sau mai îndepărtat și simbolizează unitatea comunităților evreiești de pretutindeni din lume. Rugăciunea comună, în fapt, înlocuiește antica prezentare de jertfă, așa cum reiese din Cartea Psalmilor: „Doamne, fie rugăciunea jertfa mea în fața Ta”. Sinagoga, în mod tradițional, îndeplinește trei funcții, aceea de loc pentru desfășurarea rugăciunilor colective, de citirea Torei (תּוֹרָה) și spațiu pentru învățare. Funcția școală a sinagogii este subliniată, în tradiția evreiască, de porunca marelui preot Joshua ben Gamala din anul 64, potrivit căreia: „Orice comunitate în care trăiesc cel puțin zece bărbați adulți, să ridice o sinagogă și o școală”.

### Programul slujbelor în sinagogă
Pe timpul desfășurării slujbelor religioase, accesul turiștilor în sinagogă este suspendat. La slujbe pot participa nu numai credincioșii iudaici ci și oricine care dorește să audieze slujba. Câteva prescripții trebuie însă respectate de oricine care participă la slujbă: nu este permisă purtarea pantalonilor scurți, a șlapilor sau saboților, a veșmintelor care lasă umerii descoperiți sau a fustelor și rochiilor mai scurte de genunchi, respectiv, bărbații trebuie să poarte kipa sau orice alt acoperământ capilar. În timpul slujbelor este interzisă fotografierea sau filmarea întrucât acestea s-ar împotrivii poruncilor sabatului.
| orarul de vară - Sinagoga de pe strada Dohány | orarul de iarnă- Templul Eroilor        |
| --------------------------------------------- | --------------------------------------- |
| Rugăciunea de vineri seara – 18:00            | Rugăciunea de vineri seara – 17:00      |
| Rugăciunea de sâmbătă dimineața – 09:30       | Rugăciunea de sâmbătă dimineața – 09:30 |

## Lista rabinilor, cantorilor, dirijorilor și organiștilor care au slujit în sinagogă

### Rabini
- Dr. Róbert Frölich rabin șef de la 1993, (n.1965–)

- György Landeszmann rabin șef între 1991 și 1993, (n.1944–)

- Dr. Alfréd Schöner rabin șef între 1985 și 1990, (n.1948–)

- László Salgó rabin șef între 1936 și 1959, (1910–1985)

- József Katona rabin șef între 1936 și 1959, (1936–1959)

- Fábián Herkovits rabin șef între 1930 și 1946, (1907–1982)

- Ferenc Hevesi rabin șef între 1930 și 1946, (1898–1952)

- Zsigmond Groszmann rabin șef între 1906 și 1945, (1880–1945)

- Mór Richtmann rabin șef între 1906 și 1927,(1880–1972)

- Gyula Fischer rabin șef între 1905 și 1943, (1861–1944)

- Hevesi Simon rabin șef între 1905 și 1943, (1868–1943)

- Kayserling Meyer rabin șef între 1829 și 1905, (1870–1905)

- Dr. Sámuel Kohn rabin șef între 1866 și 1920, (1841–1920)

- Alajos Meisel Wolf rabin șef între 1859 și 1867, (1816–1867)

- József Bach rabin șef între 1859 și 1866, (1784–1866)

| - Mór Friedmann prim-cantor între 1859 și 1891 - Adolf Lazarus prim-cantor până în 1925 - Zável (Zebulon) Kwartin prim-cantor din Rusia între 1910 și 1920, (1874–1952) - Manó Ábrahámsohn prim-cantor - Bernát Linetzky prim-cantor - László Karvaly prim-cantor - Rezső Feleki prim-cantor - Márton Lóránd prim-cantor - Sándor Kovács prim-cantor - Ervin Klein prim-cantor - Károly Tímár prim-cantor - prim-cantor prim-cantor din 1988–prezent | - cantorul Engel - cantorul Goldreich - György Hirschler - György Sándor (Giora Sharon) prim-cantor - Andor Somló în prezent - Sándor Révész - Ede Donáth - Jakab Gottschall - Mária Lisznyai-Szabó din 1971-prezent - Gábor Lisznyai-Szabó între 1935 și 1971 - Rezső Schwejda |

## Sinagoga ca obiectiv cultural și turistic

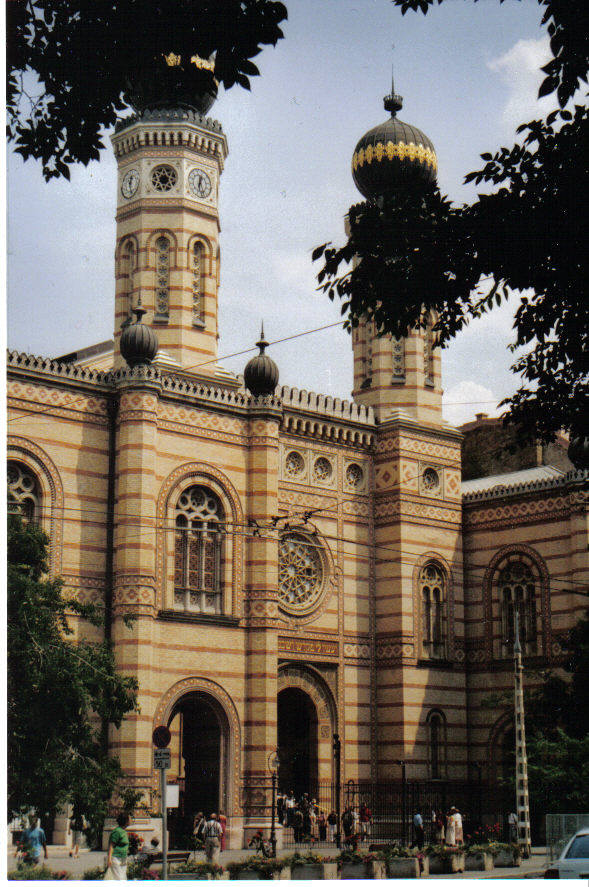
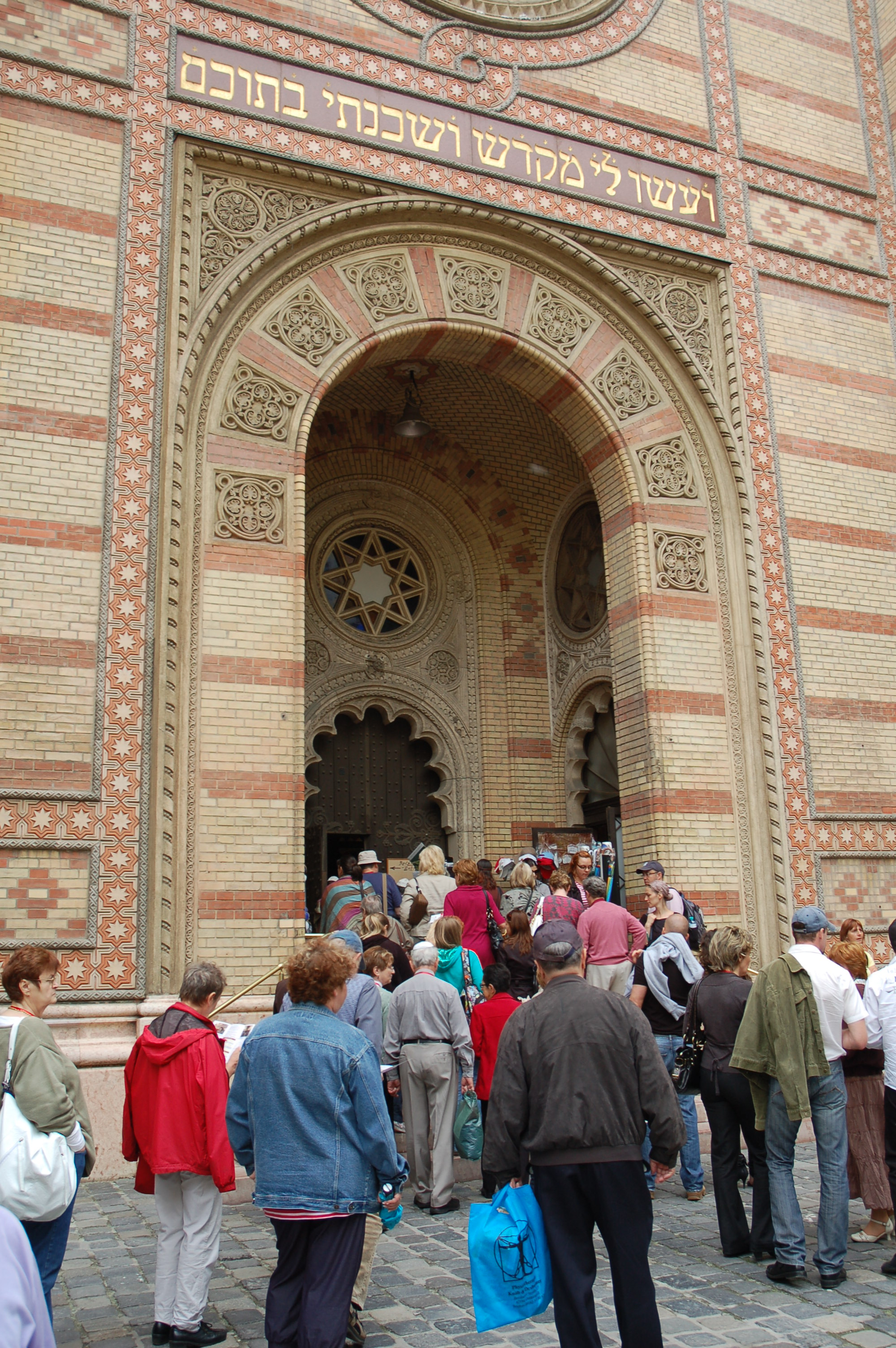
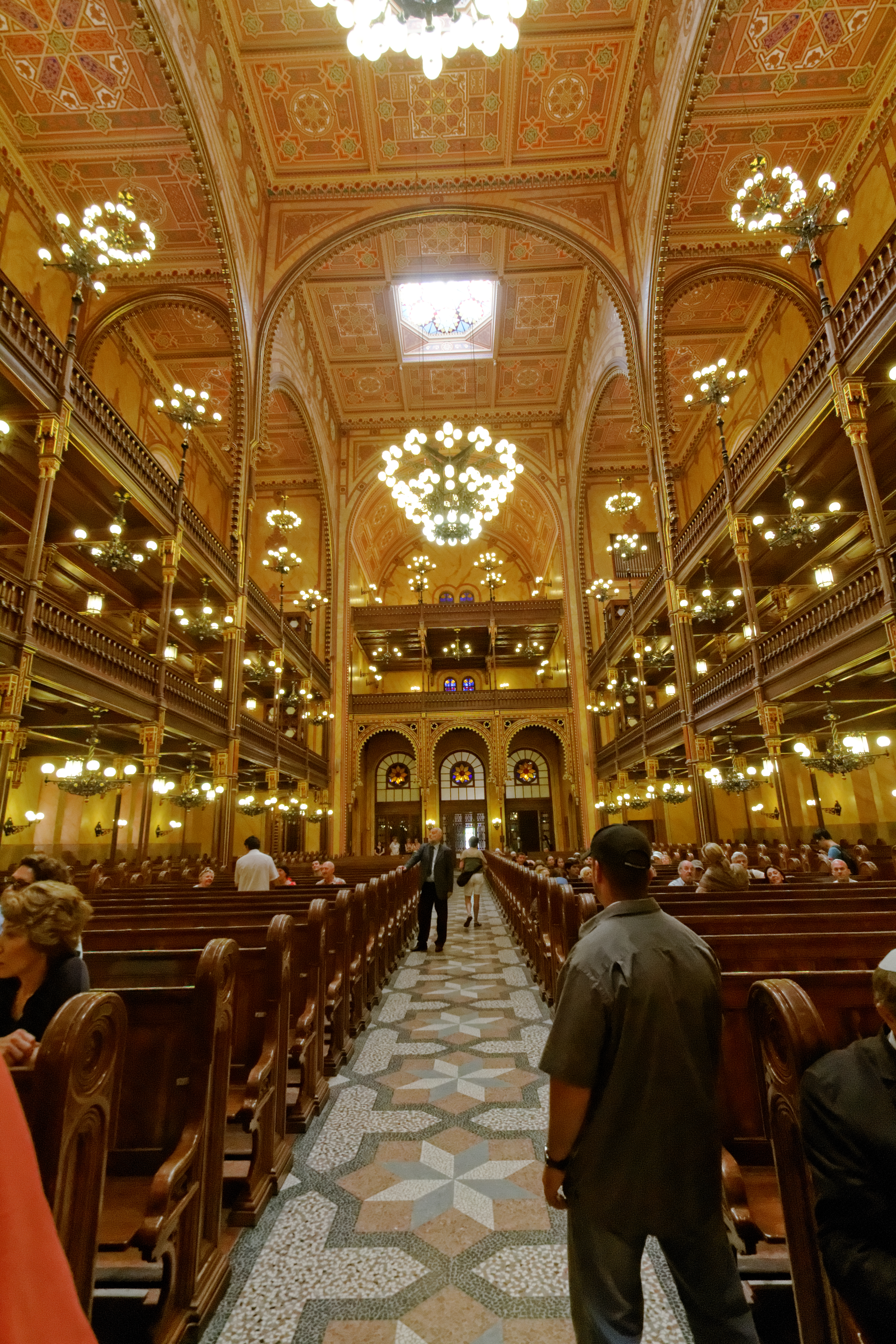
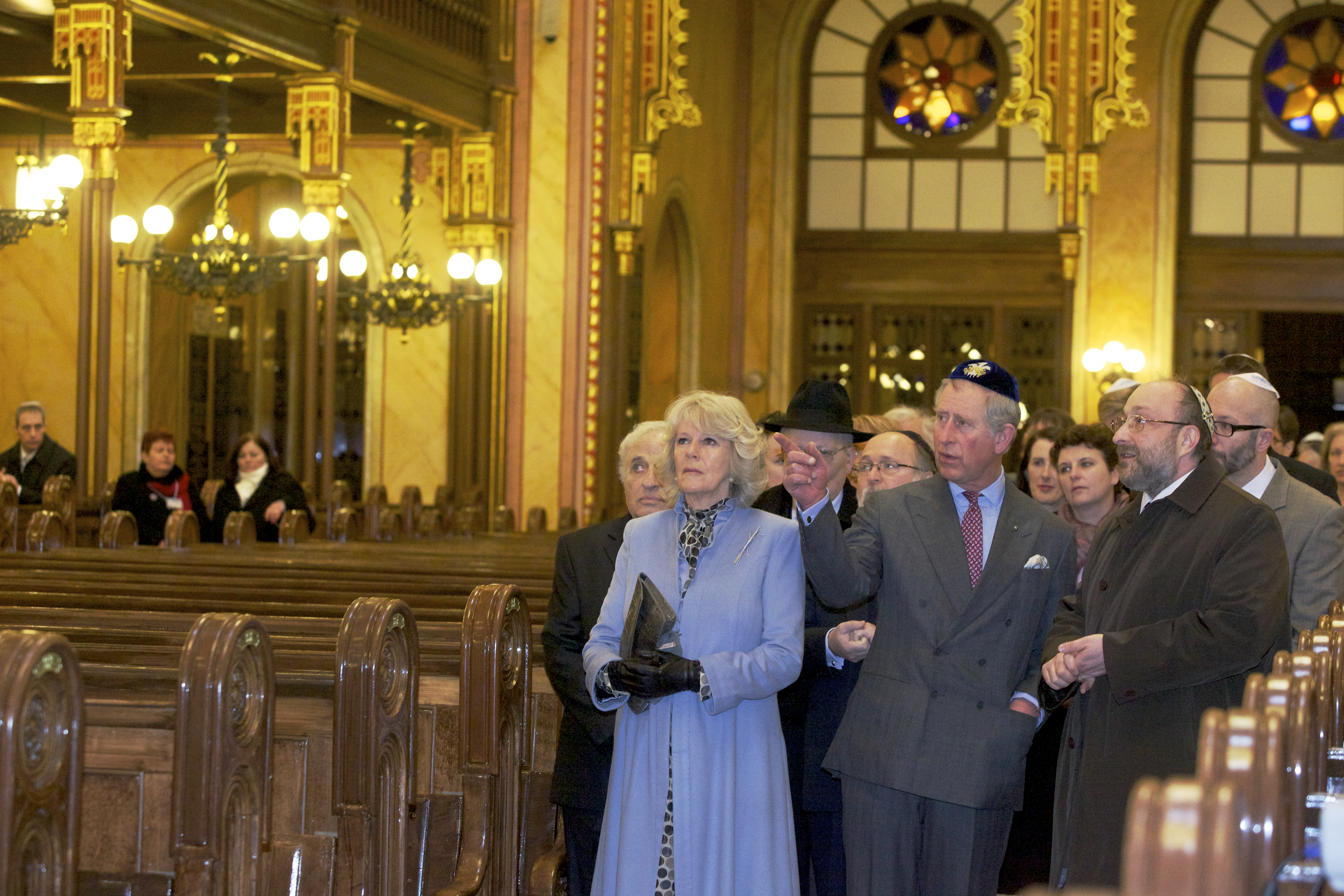
Prințul Charles împreună cu soția sa, Camilla, în vizită la sinagoga de pe strada Dohány

## Manifestări antisemite recente
La 23 octombrie 2012, în cadrul unei demonstrații antisemite, reprezentanți ai organizației de tineret a partidului de extremă-dreapta Jobbik, au incendiat un drapel al statului Israel în fața intrării principale a sinagogii din Piața Herzl Tivadar.